# Rozsnyay Mátyás
Marosjárai Rozsnyay Mátyás (Szabadszállás, 1833. május 14. – Arad, 1895. augusztus 5.) gyógyszerész, vegyész, sakkszakíró.

## Családja
A marosjárai Rozsnyai család régi székely eredetű. 1582-ben Báthory István fejedelem címeres nemeslevelet adományozott Rosnyai Dávidnak Lengyelországban szerzett érdemeiért, 1590-ben pedig Báthory Zsigmondtól egy udvartelket kapott a család Marosjárában. Innen van a marosjárai előnév. A család másik alapítójának egy szintén Rosnyai Dávid (1641–1718) nevű férfit tekintenek, aki Marosvásárhelyen nevelkedett, majd I. Apafi Mihály fejedelem udvari embere, később török követ lett. A kései leszármazottak közt több János nevű is fellelhető, az egyik Rozsnyay Mátyás apja lehetett, azonban feleségét és fiát nem említik, valószínűleg azért, mert már elszármaztak Erdélyből. Az 1720 és 1836 közötti időszakban több Rosnyai nevezetű diák tanult a marosvásárhelyi kollégiumban.
Rozsnyay Mátyás Rozsnyay János (1778–1863) és második felesége, Wirtzfeld Eszter (1801–1856) házasságából született, kettejük második közös, az apának viszont már tizedik gyermekeként. Néhány évvel idősebb féltestvére volt Rozsnyay Pál (1824–1893), aki élete végén egy ideig Szabadszállás főbírája is volt; utóbbival azonos korú unokatestvére volt Rozsnyai József (1824–1859), Reviczky Gábor színművész apai ági felmenője.
Rozsnyay Mátyás Zombán alapított családot, felesége pirityi Burián Teréz volt. Házasságukból hat gyermek született, két fiú és négy leány.
Kálmán fiuk 1869-ben jött világra Zombán, s apja halála után ő vette át az aradi patika vezetését. Aranka lányuk 1870-ben született, később Remetey-Fülöpp Dezső gyógyszerész felesége lett. Az ő fiúgyermekük Remetey-Fülöpp Tibor szintén gyógyszerészként dolgozott, leghosszabban Debrecenben. Jolán 1872-ben született, és Kálmán Ferenc aradi járásbíró felesége lett. Az ő gyermekük, Kálmán Lajos nagyapja nyomdokain ugyancsak patikusként működött. József 1873-ban jött világra, gyógyszerészi oklevelét a budapesti egyetemen szerezte, 1895-ben. Ilona és Etelka már Aradon születtek, férjhez nem mentek.

## Élete
Marosjárai Rozsnyay Mátyás 1833. május 14-én született az akkor Pest-Pilis-Solt vármegyéhez tartozó (ma Bács-Kiskun megye) Szabadszálláson. Édesapja marosjárai Rozsnyay János szabadszállási főbíró, édesanyja Wirtzfeld Eszter volt.
Elemi iskolai tanulmányait szülőfalujában végezte, ezt követően a kecskeméti református kollégium diákja volt, majd a bécsújhelyi katonai akadémiára nyert felvételt. Ezt azonban 1848-ban otthagyta a szabadságharc eseményeinek hatására. Hazatérését követően a gyógyszerészi hivatás mellett döntött.
Egyetemi tanulmányait Pesten kezdte meg, de Bécsben fejezte be, ahol 1855-ben megszerezte a gyógyszerészmesteri oklevelet. Ezt követően előbb Szegeden, majd Kecskeméten dolgozott patikussegédként, utóbbi helyen idősebb Katona Zsigmond gyógyszerész, szőlősgazda és gyümölcskertész keze alatt, aki nagy hatással volt szemléletmódjára, munkásságára. Több évi segédgyógyszerészi működés után visszatért Szabadszállásra, ahol a tulajdonos elhunytával átvállalta a gyógyszertár vezetését (vagy bérletét). Itt szerzett arról tudomást, hogy a Tolna vármegyei Zomba község, jobbaházi Dőry Frigyes helybeli birtokos és képviselő kezdeményezésére önálló patikát készül felállítani, amelybe főgyógyszerészt keresnek. A Helytartótanács által kiírt pályázaton a törvényhatóság 1861. október 18-án hozott döntése értelmében Rozsnyay Mátyás kapta meg az állást. Több mint egy évtizedet töltött ebben a gyógyszertárban, amelyet azonban 1874. október 1-jén előbb bérbe adott Osváth Ferenc patikusnak, majd 1879-ben teljesen lemondott róla, miután átruházta sógorára, Poór Endrére.
Rozsnyay 1871-ben, a Magyar Orvosok és Természetvizsgálók Aradon tartott vándorgyűlésén megismerkedett Szarka János gyógyszerésszel, akitől 1874. augusztus 9-én megvásárolta az 1824-ben alapított Szentháromság nevű patikát. A patika először eredeti helyén, a Fő tér 13. szám alatt működött, majd a tér tereprendezése miatt 1887-ben átköltözött az Eötvös utca 5. szám alá. Az új gyógyszertárat laboratóriummal is felszerelte, így az ország egyik legkorszerűbb patikáját vezethette ekkortól, amelyet az Aradi Közlöny „minta gyógyszertár”-ként emlegetett. A mellette dolgozó gyógyszerészgyakornokok egyike a későbbi vegyészprofesszor, a világhírűvé vált Winkler Lajos volt. Aradon Rozsnyay volt az első telefontulajdonos: házitelefonja a patikát kötötte össze az első emeleti üzemrésszel, valamint a második emeleti lakással.
A közéletben aktív szerepet vállalt. Több szakmai és tudományos társaság is a tagjai közé választotta. Már 1874-ben, vagyis megalakulásának évében tisztségviselője volt a Magyarországi Gyógyszerész Egyletnek, 1886-ban pedig a 16. járás aligazgatójává választották. 1889-ben pályadíjat alapított gyakorló gyógyszerészek számára, amely ugyan az első világháború kitörésekor megszűnt, de 1936-ban a Magyar Gyógyszerészi Társaság tanulmányi verseny formájában felvállalta a folytatást.
Rozsnyay Mátyás Arad társadalmi életében is részt vett. Az 1890-es és 1893-as jegyzőkönyvek tanúsága szerint a város törvényhatósági bizottságának tagjai közé tartozott, megalapítója és első elnök-igazgatója volt az aradi Takarékpénztárnak, valamint járványbizottsági tagként is munkálkodott.
Lelkes tagja volt az aradi szabadkőművességnek. 1888-ban – a korábban megszűnt Fraternitás páholy tagjaként – részt vett az aradi Összetartás (Concordia) páholy megalapításában. Őt választották meg az új jánosrendi páholy első főmesterének.
Rozsnyay Mátyás 1891-ben megbetegedett – gyomor- és májrákban szenvedett –, s bár továbbra is aktív maradt a közéletben, betegsége egyre súlyosbodott, s végül hosszas szenvedés után 1895. augusztus 5-én, életének hatvanharmadik évében elhunyt.

## Gyógyszerészi és vegyészi tevékenysége
Az íztelen kinin előállításával – Magyarországon elsőként – Zombán kezdett el foglalkozni a helyi körorvos biztatására. 1863-ban kezdeményezte a „kinal cukorkák (chinin bombon)” forgalomba hozatalát, kérését azonban „gyógykontárkodás” címén elutasították. Ennek ellenére folytatta a lázcsillapító gyógyszerrel kapcsolatos kutatásait, amit az is elősegített, hogy a Magyar Orvosok és Természetvizsgálók 1867-ben Rimaszombatban megtartott XII. nagygyűlésén Koczianovich József gyöngyösi gyógyszerész pályadíjként 20 aranyat ajánlott fel annak, aki keserű íz nélküli, de az eredetivel azonos hatású, így gyermekeknek is adható kinint tud előállítani. Az egy évvel később Egerben megtartott XIII. vándorgyűlésen Rozsnyay az általa kiötlött megoldásról tartott előadást, be is mutatta készítményét, a kiírt pályázatot azonban nem nyerte el. Ennek valószínűleg az volt az egyik oka, hogy a bíráló bizottság orvosprofesszor tagja, Bókai János gyermekgyógyász nem kapta meg időben a készítményt kipróbálás céljára, így nem tudott felelősséggel állást foglalni mellette. Másrészt a bizottság vegyész tagjainak – minden bizonnyal a gyógyszer cukor-, csokoládé- és csersavtartalma miatt, amelyek akadályozták az akkoriban alkalmazott eljárások hatékonyságát – nem sikerült kinint kimutatni a készítményben.
Az 1869-es fiumei vándorgyűlés viszont már elismerést hozott számára, mivel időben benyújtotta a bíráló bizottságnak a készítményét, és a gyűlés résztvevőinek is kiosztott egy-egy darab, 0,07 g kinint tartalmazó, kellemes ízű cukorkát. Pályázatának jeligéje a következő volt: „Csak szemnek és szájnak egyformán ízletes kiállítás győzheti le a beteg undorát a gyógyszer iránt.” Az íztelen kinin rövidesen elismert orvosság lett. Ugyanezen a vándorgyűlésen a Zombán fényképészeti műtermet fenntartó Rozsnyay előadást tartott A fényképészet haladása címmel is, melyben megjósolta, hogy a fényképek ki fogják szorítani a rajzokat a könyvekből. Az általa készített fényképekből néhányat kiosztott a hallgatóságnak is. A siker hatására zombai patikájának forgalma nagyon fellendült. Az 1871-ben Aradon megtartott XV. vándorgyűlésen A robbanó és öldöklő szerekről címmel tartott előadást, 1872-ben Herkulesfürdőn pedig A babona a természettudományokban címmel értekezett. Mindezek az előadások nyomtatásban is megjelentek a vándorgyűlések után kiadott Munkálatokban.
Mivel akkoriban nem lehetett elfogadható minőségű magyar tintát kapni, s Ausztriából kellett behozni a szükséges mennyiséget, Rozsnyay tanulmányozta a laboratóriumi előállítás lehetőségét. A Korona tinta összetételének elemzése után sikerült jó minőségű, laboratóriumban előállítható tintát készítenie, amellyel különböző kiállításokon aratott sikert. Készítményét továbbfejlesztve feltalálta az üvegedények díszítésére is alkalmas üvegedző tintát, amelyre szabadalmat szerzett, így az egész Monarchia területére kizárólagos gyártási jogot kapott. Gyógyszertárában az akkori igényekhez igazodva saját fejlesztésű szobaparkettmáz, pecséttisztító szer, fémtisztító kenőcs is vásárolható volt.
Az íztelen kinin előállításával továbbra is foglalkozott, számos szakcikket publikált ezzel kapcsolatban. Az elkészítési módot közkinccsé tette, s már a Magyar Gyógyszerkönyv 1883-ban megjelent első kiadásának pótkötetében hivatalossá vált, majd a második kiadástól kezdődően még az 1954-es ötödik kiadásban is szerepelt Chininum tannicum insipidum Rozsnyay néven. Arad környékének boraival szintén foglalkozott, gyógyborrá átalakítva őket külföldi kiállításokon vett részt velük, többször kitüntették érte. Ebbéli munkáját sokszor segítette Katona Zsigmond kecskeméti gyógyszerész, akinél annak idején segédként dolgozott.

## Sakkirodalmi és sakknyelvi munkássága
Az 1850-es években fordult érdeklődése a sakk felé. A játék Magyarországon már akkor is nagy múltra tekintett vissza, de magyar nyelvű sakk-könyv nem állt az érdeklődők rendelkezésére.
Ennek szükségességét 1859 nyarán, a Vasárnapi Ujságban megjelent írásában vetette fel, amelyben bemutatta a sakk történetét, és méltatta általános európai népszerűségét. Megállapította ugyanakkor, hogy hazánkban nincs érdemének megfelelően elterjedve ez a játék, ezért kezdeményezte, hogy a Vasárnapi Ujság szenteljen a sakknak egy kis helyet az utolsó oldalán. Mivel az olvasók részéről erre igény mutatkozott, a hetilap néhány hónappal később, 1859. december 11-én megjelentetett egy végjátékkal kapcsolatos fejtörőt Rozsnyaytól. Ez volt az első sakkfeladvány, amely helyet kapott egy magyar újságban.
A sakkbarátok számára talán ennél is nagyobb érdeme, hogy megalkotta a sakkozás ma is használatos magyar műszavait. A rovat leendő vezetőjének, Cseresnyés Istvánnak a tollából ekkor született meg a játszma szavunk is az akkoriban használatos, idegen hangzású partie helyett, az abban az időben már létező szakma és pászma szavak mintájára.
1860. január 1-jétől kezdve rendszeressé vált a lapban a sakkfeladványok és -játszmák közlése (1921-es megszűnéséig több mint háromezer sakkrejtvényt tett közzé az újság), s magának Rozsnyay Mátyásnak is több feladványa jelent meg a későbbiekben.
Rozsnyay már a fent említett cikkében utalt arra, hogy az asztalfiókja rejt egy sakkal kapcsolatos dolgozatot. Lefordította ugyanis Max Lange német író Lehrbuch des Schachspiels című, 1856-ban kiadott sakk-könyvét. Munkájának kiadására 1860-ban, Pesten került sor. (Az előszót január 9-én írta Szabadszálláson, s a Vasárnapi Ujság olvasói a lap június 10-i számából értesülhettek a 80 krajcárért megvásárolható könyvecske megjelenéséről.) Címe a kor szokásainak megfelelően meglehetősen hosszú volt: A sakkjáték elemei. Vezérfonal a sakkjáték megtanulására. Lange M. után. Kezdők számára. Ezt a kiadványt több mint harminc évig úgy tartották számon, mint az első magyar nyelvű sakk-könyvet. 1891-ben azonban előkerült egy 1758-ban kiadott, ismeretlen szerzőtől származó nyomtatott füzet, Sách, avagy királyos játéknak szabott rend-tartási címmel.

## Emlékezete

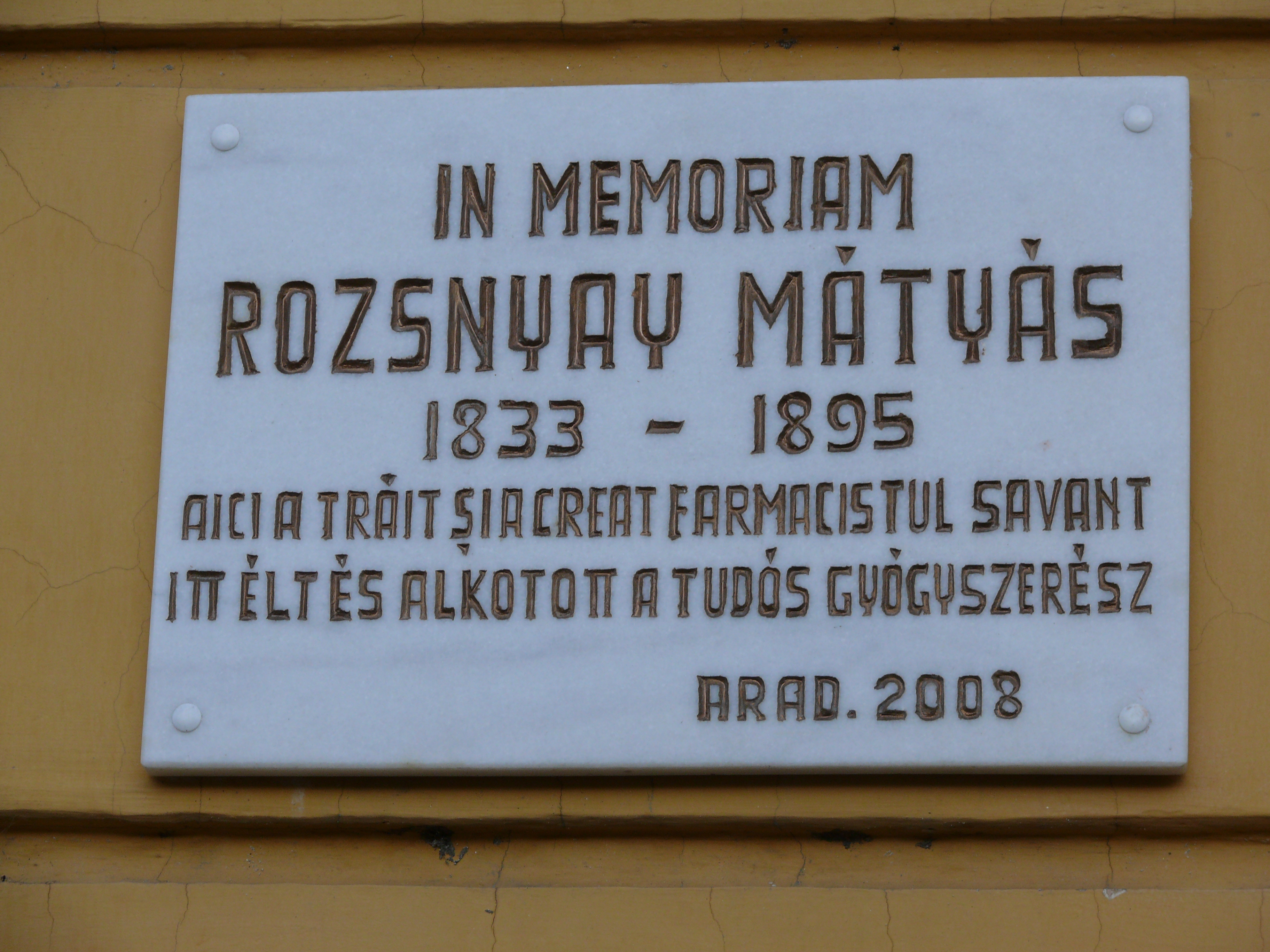
Rozsnyay Mátyás emléktáblája az aradi Binder-ház falán

Rozsnyay temetése a család rendelkezésének értelmében már halálának másnapján, augusztus 6-án végbement, az aradi református sírkertben. A nagyszámú gyászoló között a város jelentős személyiségei vettek tőle végső búcsút, a sírnál többek között Ternajgó Cézár újaradi gyógyszerész mondott beszédet. Még augusztus folyamán „Emlékoszlopot Rozsnyay Mátyásnak” című vezércikkében a Gyógyszerészi Közlöny gyűjtést indított egy méltó síremlék felállítására, amelyet egy év múltán, 1896. augusztus 30-án fel is avattak. Talapzatával együtt az obeliszk magassága meghaladta az öt métert, s egyik falára a következő szöveget vésték: „Kartársai közül a legkiválóbbnak, a szorgalom és a tudás mintaképének”.
1896. június 25-én Schédy Sándor, a Gyógyszerészi Hetilap és a Gyógyszerészek zsebkönyve sorozat szerkesztője emlékbeszédet mondott Rozsnyay felett a budapesti Gyógyszerész Testület közgyűlésén. Szerteágazó tevékenysége és érdemei elismerésének jeléül megörökítették a nevét és munkásságát a Magyar Gyógyszerészet Pantheonjában.
Mivel az 1896-os millenniumi ünnepségeken már nem tudott ott lenni, Kálmán fia mutatta be az általa előállított kinin-készítményeket.
1965-ben indult útjára a 35 év alatti patikusok számára évente megrendezett „Rozsnyay Emlékverseny”. A verseny lebonyolítására hozták létre a Rozsnyay Mátyás Alapítványt.
Emlékét szülővárosában is hűségesen ápolják: tiszteletére mellszobrot állítottak a városközpontban, annak a háznak a falán pedig emléktáblát avattak, amelynek helyén egykor szülőháza állott. 2008-ban, születésének 175. évfordulóján Szekszárdon fából készült emlékoszlopot emeltek neki a róla elnevezett utcában. 1900 óta Budapesten, Angyalföldön is található utca róla elnevezve. Nyíregyházán gyógyszertár őrzi a nevét.
Emlékére – első alkalommal születése 175. évfordulóján, 2008-ban – minden évben születése napján, május 14-én adják át a Magyar Sakkszövetség és a Sakk-kultúráért Alapítvány Kuratóriuma által alapított Caissa lovagja kitüntetést.

## Újságcikkei
Természettudományi és gyógyszerészvegyészeti cikkeket írt a Reformba, a Pompéry-féle Magyarországba, továbbá rendes munkatársa volt a Gyógyszerészi Hetilapnak, a Pharmaceutische Zentralhallénak és Industrie Blätternek. Cikkei a Vasárnapi Ujságban (1859. 26. sz. A sakkjáték rendes műszavai); a Gyógyszerészi Hetilapban (1868. Tanulmány a chinin és chinninoid vegyi és gyógyászati viszonyai fölött, 1869. A kinalt, chinint miképen lehetne úgy elkészíteni, hogy az keserű ízét veszítvén és hatályosságát megtartván, gyermekeknek is könnyen adagolható legyen, 1871. Vegyvizsgálati jegyzőkönyv, 1872. A górcső a gyógyszerészetben stb.); a Gyógyászatban (1868-ban a két előbbi cikk); a Magyar orvosok és természetvizsgálók Munkálataiban (XIII. 1869. A chinin és chinoidin közötti viszony vegyészeti és gyógyászati tekintetben, XIV. 1869. a kinalt mikép lehet úgy elkészíteni..., A fényképészet legújabb haladásáról, XV. 1872. A robbanó és öldöklő szerekről, XVI. 1873. A babona a természettudományokban); a Természettudományi Közlönyben (1886. a gyógyító borokról, 1892. A ferocalium tartari kristályosításáról); a Kölcsey-egyesület Évkönyvében (1887. Az aranycsinálásról); az Aradi Közlönyben (1889. 108. sz. az első magyar ideiglenes iskola 1848-ban); a Borászati Lapoknak is munkatársa volt (1883-84, 1886).

## Munkái
- A sakkjáték elemei. Vezérfonal a sakkjáték megtanulására. Lange M. után. Kezdők számára. Pest, 1860
- Studien über die qualitative und quantitative chemische Analyse der China-Alcaloide mit Hilfe des Mikroskops und Polarisators. Übersetzt aus dem ungarischen Originale. Arad, 1878
- Négy új találmányról. uo. 1882 (Különnyomat a Kölcsey-egyesület Évkönyvéből)